# Стрёмберг, Рагнар
Рагнар Стрёмберг (швед.  Ragnar Strömberg, 16 августа 1950 года, Гётеборг) — шведский поэт, драматург и сценарист, эссеист, переводчик.

## Биография и творчество
Автор стихотворных книг Без пожеланий (Utan önskningar, 1975), «Катулловской» поэтической трилогии, которую составили книги Желтоглазая (Hon med de gula ögonen, 1990), Я пришел из будущего со смертью, наступающей мне на пятки (Jag kommer från framtiden med döden i hälarna, 1993) и Стоимость перевозки скульптуры слона в натуральную величину (Fraktkostnad för elefantskulptur i naturlig storlek, 1996); Пригород любви (En förort till Kärleken, 2000) и др.
Переводил на шведский язык стихи Пабло Неруды и Джона Эшбери, прозу Чимаманды Нгози Адичи и др.
Живёт в Гётеборге.

## Книги
- Utan önskningar 1975

- Som ett folk 1976

- Tidigt, innan träden 1978

- Inbördeskrig 1980

- Tidens oro, tidens lekar 1982

- Den levande spegeln 1983

- Betraktarens begär 1984

- När jag inte drömmer om honom 1986

- Doc, it´s only a scratch 1987

- Munnens bok 1988

- Virilia 1989

- Hon med de gula ögonen 1990

- I händernas tid. Dikter 1971-1991 1992

- Jag kommer från framtiden med döden i hälarna 1993

- Fraktkostnad för elefantskulptur i naturlig storlek 1996

- En förort till Kärleken 2000

- I ditt hjärtas sista slag 2014

## Публикации на русском языке
- Стихи / пер. с швед. Алёши Прокопьева и др.// Иностранная литература. — 2014. — № 7. — С.72—78

## Признание
Лауреат премии газеты «Гётеборг-Постен» (1987), премии Карла Веннберга (2000) и др.